# Vincent van Gogh (marchand d'art)
Ne doit pas être confondu avec Vincent van Gogh.
Vincent van Gogh dit « oncle Cent » (1820-1888) est un marchand d'art néerlandais ayant travaillé en partie pour l'entreprise française Goupil & Cie. Il est l'oncle de Théo van Gogh et du peintre Vincent van Gogh.

## Biographie
Né à Benschop (province d'Utrecht) le 29 mars 1820 et fils du prédicateur Vincent Ferdinand Jacob van Gogh (1789–1874), Vincent van Gogh, qui a de nombreux frères et sœurs, commence à travailler pour l'entreprise française Goupil & Cie, société de dimension internationale spécialisée dans la vente de tableaux et la reproduction d'œuvres sous forme de gravures. Il dirige la succursale de Goupil à La Haye, après être entré en relation d'affaires avec Adolphe Goupil, semble-t-il dès 1846. 
En 1869, il embauche son neveu, Vincent van Gogh, alors âgé de 16 ans. Son jeune frère Théo n'entre au service de son oncle qu'en janvier 1873, pour s'occuper de la filiale Goupil basée à Bruxelles. Les deux frères le surnomment affectueusement « oncle Cent » ((nl) Oom Cent).
Dès 1858, le marchand Vincent van Gogh déménage à Paris, rue Chaptal, au dessus de la maison Goupil, puis se retire du commerce d'art en 1873, métier par lequel il s'était enrichi. Cette même année, il s'installe avec sa femme Cornelia Carbentus — sœur de la mère du peintre Van Gogh, prénommée Anna Cornelia — à Princenhage, à la villa Meertensheim (1879), une maison de campagne de style néorenaissant et comportant des éléments néogothique. Au cours de sa vie, il a rassemblé 192 peintures qu'il a placées dans une galerie privée au cœur de cette villa. 
Il meurt le 28 ou le 29 juillet 1888 à Princenhage, sans enfant. Dans son testament, il ne laisse rien à son neveu Vincent.